# Ministro de Asuntos Exteriores de Abjasia
El ministro de Asuntos Exteriores de la República de Abjasia es un cargo creado el 17 de mayo de 1993, durante la guerra con Georgia de 1992 a 1993. Debido al aislamiento diplomático de Abjasia, que se mantiene ampliamente sin reconocimiento, la función del Ministerio de Asuntos Exteriores se restringe mayormente a las negociaciones para resolver el conflicto georgiano-abjasio. Sin embargo, los datos empíricos demuestran que el Ministerio de Asuntos Exteriores Abjasia de también promulga (aunque en menor medida) relaciones diplomáticas, como el envío de notas diplomáticas, con varios países alrededor través del mundo, incluyendo Nauru, Vanuatu, Venezuela, Nicaragua, y Siria. Es también activo gestionando relaciones con otros Estados postsoviéticos de facto como Osetia del Sur y Transnistria.

## Historia

### Gobierno del presidente Ardzinba
El 30 de abril de 1997, el expresidente de Aidgylara, Sergei Shamba, fue nombrado Ministro de Asuntos Exteriores en lugar de Konstantin Ozgan, que había sido nombrado como Primer Viceprimer Ministro, en sustitución de Sergei Bagapsh, que había sido nombrado primer ministro el 29 de abril.
Shamba siguió siendo ministro de Relaciones Exteriores hasta que renunció el 15 de junio de 2004 junto con el primer vice primer ministro Astamur Tarba (quien finalmente se quedó) y el presidente del Servicio de Seguridad, Givi Agrba, tras el asesinato del político opositor Garri Aiba. Shamba fue reemplazado temporalmente por su adjunto Gueorgui Otyrba el 18 de julio y permanentemente por el representante de Abjasia en Moscú, Igor Akhba, el 28 de julio. El 14 de diciembre de 2004, después de la Revolución de la Mandarina, pero mientras Vladislav Ardzinba aún era presidente, reorganizó el gabinete. Sergei Shamba fue reelegido Ministro de Relaciones Exteriores y, además, se convirtió en Viceprimer Ministro.

### Gobierno del presidente Ankvab
Después de la elección de Sergei Bagapsh como presidente, el ministro de asuntos exteriores Sergei Shamba fue uno de los pocos ministros en ser reelecto para el cargo, el 26 de marzo del 2005.
Luego de la reelección de Bagapsh, Shamba fue nombrado Primer Ministro (como outgoing Primer ministro Alexander Ankvab había sido Vicepresidente elegido), y fue sucedido por su diputado Maxim Gvinjia el 26 de febrero.

### Gobierno del presidente Khajimba
Después de la elección de Alexander Ankvab, nombró al diplomático y académico Viacheslav Chirikba como ministro de asuntos exteriores el 11 de octubre.
Chirikba fue solo uno de los tres miembros del gabinete que fueron reelegidos en el gabinete del primer ministro Beslan Butba luego de la revolución de mayo de 2014 y la posterior elección de Raul Jadyimba como presidente.
Chirikba fue reelegido nuevamente bajo el mandato del Primer Ministro Artur Mikvabia, pero el 20 de septiembre de 2016, tras el nombramiento de Beslan Bartsits como Primer Ministro, emitió un comunicado en el que anunciaba su dimisión porque no podía continuar en su cargo bajo el actual circunstancias. El servicio de prensa presidencial respondió afirmando que Chirikba no había sido reelegido porque no había liderado una delegación a Transnistria a principios de septiembre. Chirikba lo desmintió en otro comunicado en el que explicó que no había podido encabezar la delegación por un ataque de hipertensión y aseguró que en ese momento ya se había tomado la decisión de reelegirlo y que originalmente había presentado su dimitió el 31 de agosto después de que Khajimba se negara durante más de un mes a reunirse con él para hablar de asuntos exteriores. En una conferencia de prensa una semana después, Khajimba especificó que Chirikba no había sido lo suficientemente activo como Ministro de Relaciones Exteriores y que, como jefe del Ministerio, tenía que ser responsable de ciertas irregularidades financieras que habían sido descubiertas por la Cámara de Control. El 4 de octubre se nombró al sucesor de Chirikba, Daur Kove. En el período intermedio, el Viceministro Oleg Arshba se había desempeñado como Ministro interino.

## Lista de funcionarios
| N.º | Retrato | Nombre (nacimiento-fallecimiento)      | Duración                 | Duración                   | Duración            | Gobierno         | Referencias          |
| N.º | Retrato | Nombre (nacimiento-fallecimiento)      | Inicio de funciones      | Cese en funciones          | Tiempo en funciones | Gobierno         | Referencias          |
| --- | ------- | -------------------------------------- | ------------------------ | -------------------------- | ------------------- | ---------------- | -------------------- |
| -   |         | Vladimir Arshba (1951-2018) (interino) | 17 de mayo de 1993       | 23 de septiembre de 1993   | 129 dís             | -                | [ 1 ]                |
| 1   |         | Sokrat Jinjolia (1937)                 | 23 de septiembre de 1993 | 26 de noviembre de 1994    | 1 año y 64 días     | -                | [ 1 ]                |
| 2   |         | Leonid Lakerbaia (1947)                | 29 de junio de 1995      | 31 de julio de 1996        | 1 año y 32 días     | Ardzinba         | [ 1 ]                |
| 3   |         | Konstantin Ozgan (1939-2016)           | 31 de julio de 1996      | 30 de abril de 1997        | 273 días            | Ardzinba         | [ 1 ]                |
| 4   |         | Sergei Shamba (1951)                   | 30 de abril de 1997      | 18 de junio de 2004        | 7 años y 49 días    | Ardzinba         | [ 4 ]                |
| -   |         | Gueorgui Otyrba (interino)             | 18 de junio de 2004      | 28 de julio de 2004        | 40 días             | Ardzinba         | [ 1 ]                |
| 5   |         | Igor Akhba (1949)                      | 28 de julio de 2004      | 28 14 de diciembre de 2004 | 139 días            | Ardzinba         | [ 8 ]                |
| (4) |         | Sergei Shamba (1951)                   | 14 de diciembre de 2004  | 26 de febrero de 2010      | 5 años y 74 días    | Ardzinba Bagapsh | [ 9 ]                |
| 6   |         | Maxim Gvinjia (1976)                   | 26 de febrero de 2010    | 11 de octubre de 2011      | 1 año y 227 días    | Bagapsh          | [ 12 ]               |
| 7   |         | Viacheslav Chirikba (1959)             | 11 de octubre de 2011    | 20 de septiembre de 2016   | 4 años y 345 días   | Ankvab Khajimba  | [ 13 ] [ 14 ] [ 15 ] |
| -   |         | Oleg Arshba (1959) (interino)          | 20 de septiembre de 2016 | 4 de octubre de 2016       | 14 días             | Khajimba         | [ 19 ]               |
| 8   |         | Daur Kove (1979)                       | 4 de octubre de 2016     | 18 de noviembre de 2021    | 5 años y 45 días    | Khajimba         | [ 18 ]               |
| 9   |         | Inal Ardzinba (1990)                   | 18 de noviembre de 2021  | En el cargo                |                     | Bzhania          |                      |